# Liste der Erzbischöfe von Salvador da Bahia
Die folgenden Personen waren Bischöfe und Erzbischöfe von Salvador da Bahia (Brasilien):
- Pedro Fernandes Sardinha (1551–1556)
- Pedro Leitão (1558–1573)
- Antônio Barreiros, O.Cist. (1575–1600)
- Constantino Barradas (1602–1618)
- Marcos Teixeira de Mendonça (1621–1624)
- Miguel Pereira (1627–1630)
- Pedro da Silva Sampaio (1632–1649)
- Estevão dos Santos Carneiro de Moraes, C.S.J. (1669–1672)
- Constantino Sampaio (1672–1672)
- Estevão dos Santos Carneiro de Moraes, C.S.J. (15. April 1672 bis 6. Juni 1672)
- Gaspar Barata de Mendonça (1676–1681) (erster Erzbischof)
- João da Madre de Deus Araújo, O.F.M. (1682–1686)
- Manoel da Ressurreição, O.F.M. (1687–1691)
- João Franco de Oliveira (1692–1701) (auch Erzbischof von Miranda)
- Sebastião Monteiro da Vida, S.J. (1701–1722)
- Ludovico Alvares de Figueiredo (1725–1735)
- José Fialho, O.Cist. (1738–1741) (auch Erzbischof von Guarda)
- José Botelho de Matos (1741–1760)
- Manoel de Santa Ines Ferreira, O.C.D. (1770–1771)
- Joaquim Borges de Figueroa (1773–1778)
- Antônio de São José Moura Marinho, O.S.A. (1778–1779)
- Antônio Corrêa, O.S.A. (1779–1802)
- José de Santa Escolástica Álvares (Alves) Pereira, O.S.B. (1804–1814)
- Francisco de São Damazo Abreu Vieira, O.F.M. (1815–1816)
- Vicente da Soledade e Castro, O.S.B. (1820–1823)
- Romualdo Antônio de Seixas Barroso (1827–1860)
- Manoel Joaquim da Silveira (1861–1874)
- Joaquim Gonçalves de Azevedo (1876–1879)
- Luís Antônio dos Santos (1881–1890)
- Antônio de Macedo Costa (1890–1891)
- Jerônimo Tomé da Silva (1893–1924)
- Augusto Álvaro Kardinal da Silva (1924–1968)
- Eugênio Kardinal de Araújo Sales (1968–1971) (auch Erzbischof von Rio de Janeiro)
- Avelar Kardinal Brandão Vilela (1971–1986)
- Lucas Kardinal Moreira Neves, O.P. (1987–1998)
- Geraldo Majella Kardinal Agnelo (1999–2011)
- Murilo Sebastião Ramos Krieger SCJ (2011–2020)
- Sérgio Kardinal da Rocha (seit 2020)